# Philip Sadée
Philip Lodewijk Jacob Frederik Sadée (Den Haag, 7 februari 1837 - Den Haag, 14 december 1904) was een kunstenaar die behoort tot de Haagse School.

## Leven en werk
Sadée begon met schilderen op 20-jarige leeftijd. Aanvankelijk schilderde hij Bijbelse taferelen en historiestukken, later richtte hij zich op het dagelijkse leven. In Scheveningen kwam hij in aanraking met het vissersleven. Hier werd hij door geboeid en het strand en de duinen werden voor hem een bron van inspiratie, maar hij schilderde ook stadsgezichten. Kenmerkend voor Sadée zijn de heldere kleuren.
Sadée studeerde samen met Julius van de Sande Bakhuyzen in Düsseldorf. Hij heeft reizen gemaakt naar België, Duitsland, Frankrijk en Italië. Aan de Haagse Tekenacademie heeft Sadée de functie van hoofddocent vervuld.

## Werken

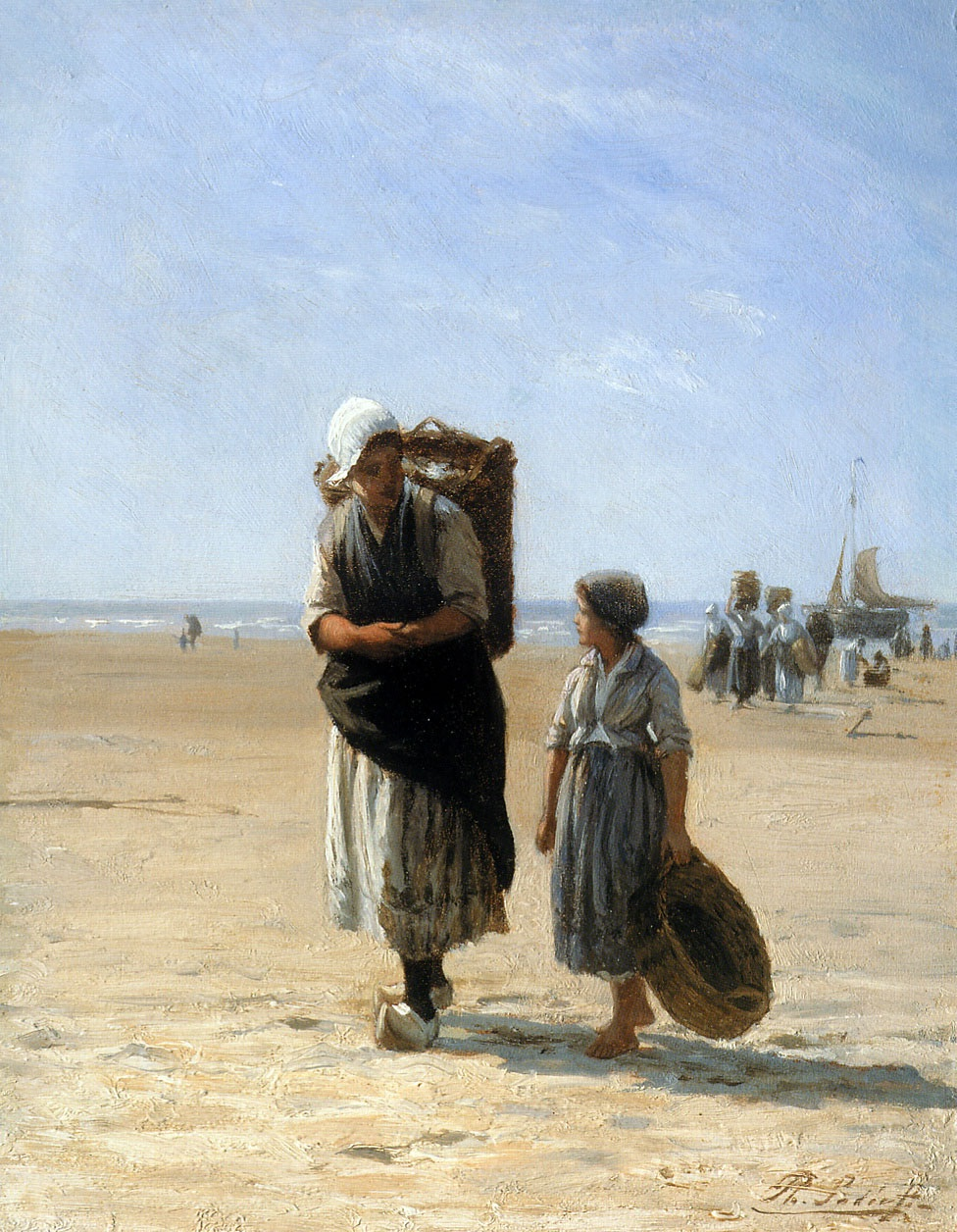
"Terugkeer van het strand"
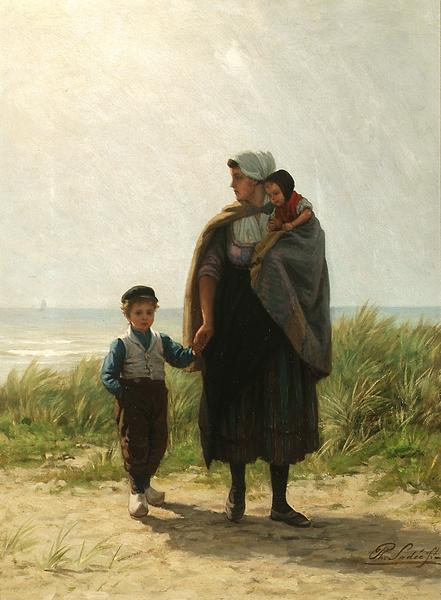
"Na het vertrek der vissers" (1873)
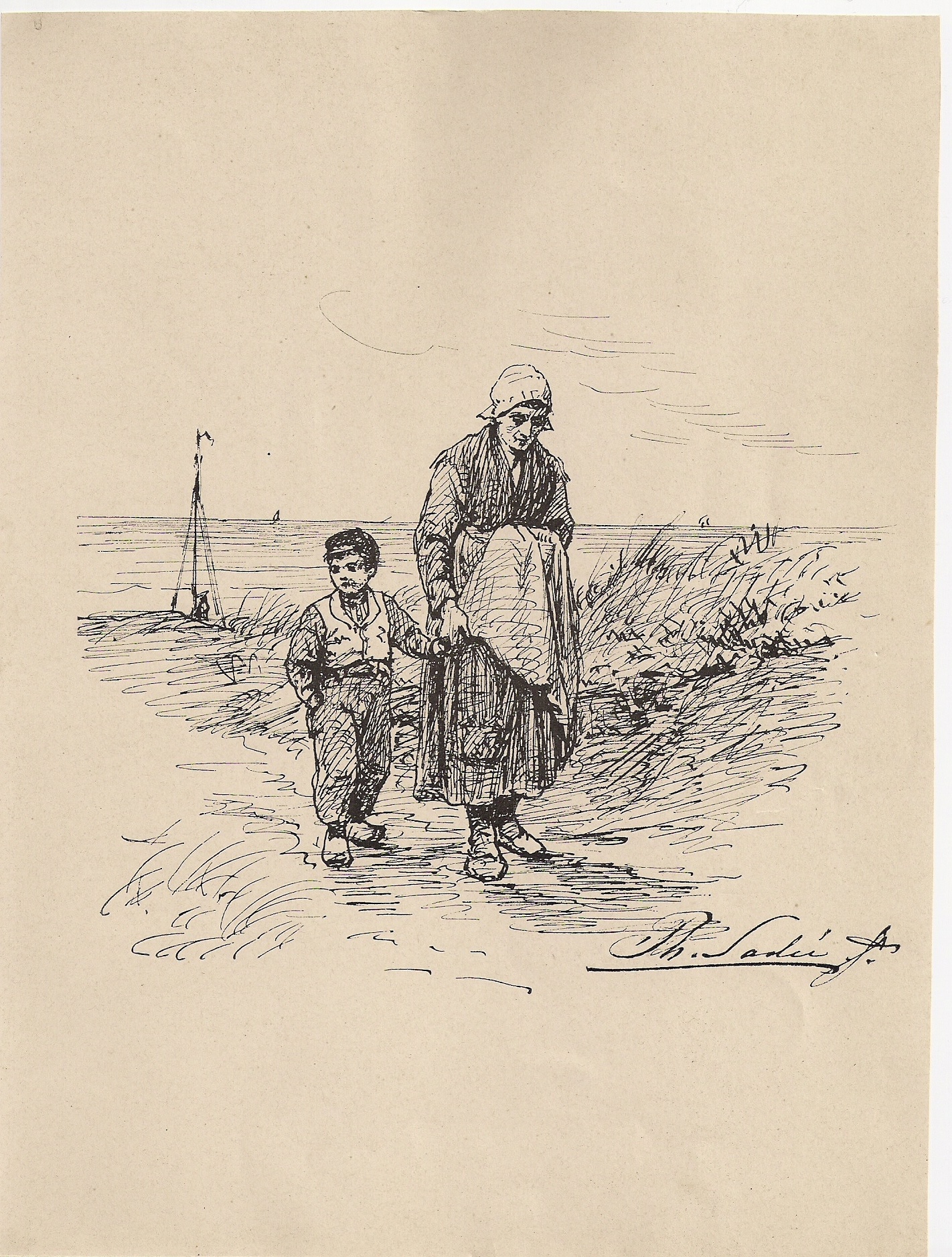
"Vrouw met kind in duinen"
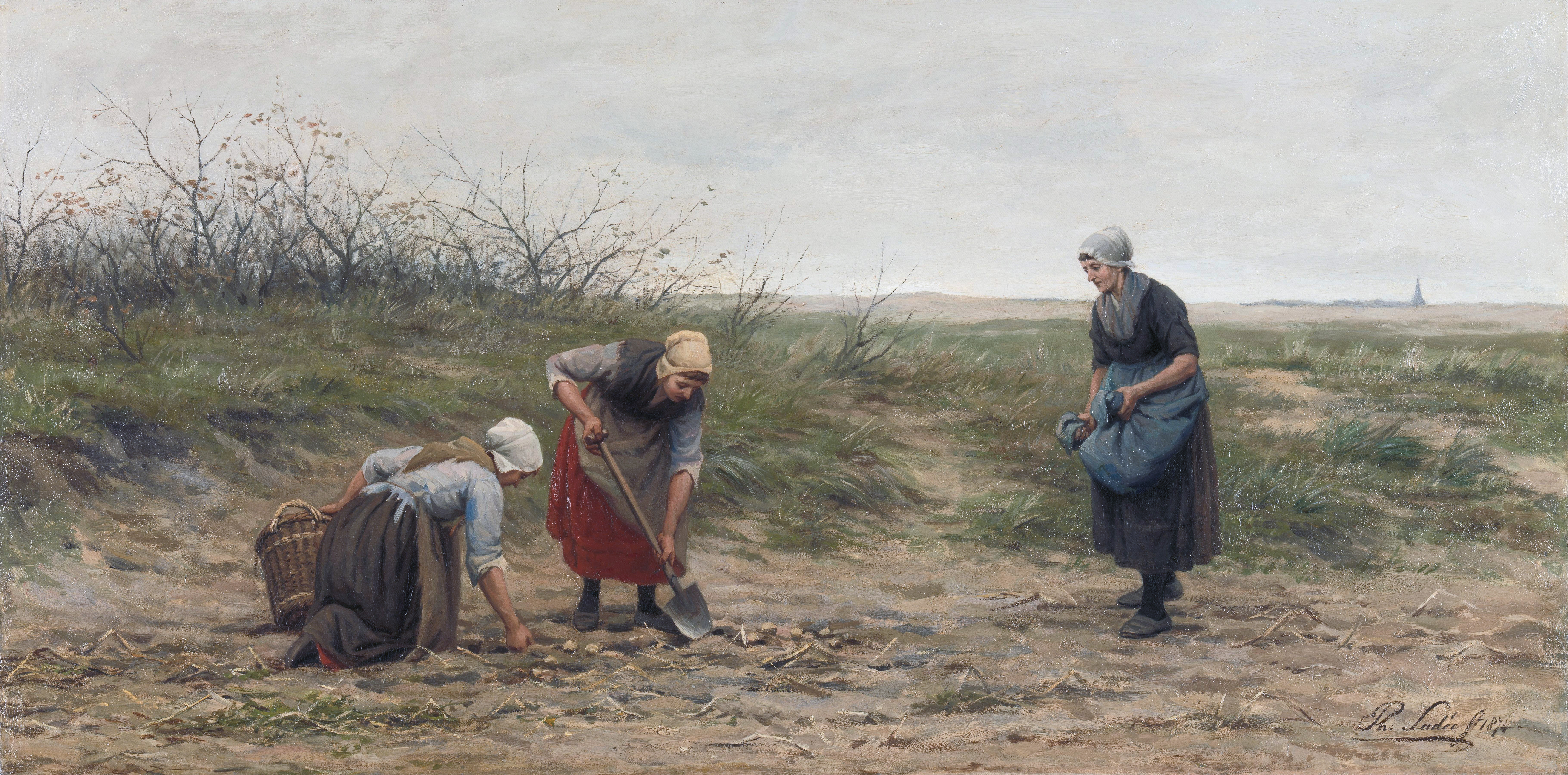
Scheveningse vrouwen bij het nalezen van een gerooid aardappelveld (1874)

- Biografisch Portaal: 54306334
- Gemeinsame Normdatei: 119030764
- International Standard Name Identifier: 0000 0000 6679 0472
- Library of Congress Control Number: nr92020560
- Nederlandse Thesaurus van Auteursnamen: 069972273
- RKD-Nederlands Instituut voor Kunstgeschiedenis: 69216
- Union List of Artist Names: 500010834
- Virtual International Authority File: 77116816
- WorldCat: E39PBJhmKQytcBQfcMCvXvfKBP